# Jamie Herrell
Jamie del Rosario Herrell (Los Ángeles, California; 12 de julio de 1994) es una reina de belleza filipina de la ciudad de Cebú pero nacida en California y criada en la municipalidad de Placer (Masbate), ganadora del Miss Filipinas Tierra 2014 el 11 de mayo de 2014 en el centro comercial de Asia Arena en Pasay, Filipinas. Herrell representó a las Filipinas en el concurso de belleza Miss Tierra 2014 en donde fue coronada por Alyz Henrich como Miss Tierra 2014.

## Biografía
Es una estudiante de actuación en la Academia Internacional de Cine y Televisión en la Universidad de San José-Recoletos ubicado en la ciudad de Cebú (Filipinas). Es también un defensor de los derechos de los animales, según el sitio web de Miss Filipinas Tierra.
"Mi defensa del medio ambiente es contra la crueldad animal. Porque he visto cómo algunas personas tratan a los animales de una manera equivocada y creo que los animales deben ser tratados con amor, o al menos en forma apropiada," dijo.

## Miss Tierra Filipinas 2014
Jamie ganó el título superior de Miss Filipinas Tierra 2014 el 11 de mayo de 2014 en el centro comercial de Asia Arena en Pasay, Filipinas, siendo su corte de honor Diane Carmela Querrer (Aire), Kimberly Covert (Agua), Maria Paula Bianca Paz (Fuego) & Monique Teruelle Manuel (Ecoturismo).
Durante la parte de preguntas y respuestas, a Herrell le preguntaron por ex legislador Akbayan Risa Hontiveros, "¿Crees que nosotros, los seres humanos, hemos sido buenos hijos a la madre tierra?"
A lo que Herrell respondió: "Honestamente, en mi opinión, no hemos sido buenos hijos. De hecho, creo que somos la causa número uno de sus problemas, nosotros somos la razón por qué vamos a tener el cambio climático, y somos la razón de por qué estamos teniendo las inundaciones. Pero en cambio, si puedemos ayudarla y salvarla, y ella nos ayudará volver y cuidar de nosotros también".

## Miss Tierra 2014
Como ganadora del Miss Tierra Filipinas 2014 Jamie obtuvo el derecho de representar a su nación en el Miss Tierra 2014, en Manila, Filipinas. En las actividades previas del certamen Herrell obtuvo 2 medallas de oro (Mejor en Conferencia de Prensa y Competencia de Coctel) y 1 de plata (Competencia de Traje Nacional), además de los premios especiales: Miss Tierra "Hannahs Beach Resort", Miss "Hannahs Beach Resort "Mejor en Traje de Baño" y Sol para Miss Earth Award.
Finalmente el 29 de noviembre de 2014, Herrell compitió en la final Miss Tierra 2014 celebrado en el teatro en las Filipinas y fue coronada como Miss Tierra 2014 por su predessor Alyz Henrich de Venezuela, y así continuar con la protección del medio ambiente como recién coronada Miss Tierra. Esta representa la segunda corona de Miss Tierra para Filipinas.